# Acraea bellona
Acraea bellona är en fjärilsart som beskrevs av Gustav Weymer 1908. Acraea bellona ingår i släktet Acraea och familjen praktfjärilar. Inga underarter finns listade i Catalogue of Life.